# Lübecks voetbalkampioenschap 1917/18
In 1917/18 werd het zevende Lübecks voetbalkampioenschap gespeeld, dat georganiseerd werd door de Noord-Duitse voetbalbond. Door het uitbreken van de Eerste Wereldoorlog werd er de voorbije drie jaar niet gevoetbald. Gut Heil werd kampioen, maar er was geen verdere eindronde voor clubs, wel voor elftallen per stad. Lübeck verloor met 10-0 van Wilhelmshaven.  

## Eindstand
| Plaats | Club                    | Wed. | W | G | V | Saldo | Ptn  |
| ------ | ----------------------- | ---- | - | - | - | ----- | ---- |
| 1.     | TV Gut Heil 1876 Lübeck | 6    | 5 | 1 | 0 | 26:8  | 11:1 |
| 2.     | BC 06 Oldesloe          | 6    | 2 | 3 | 1 | 11:10 | 7:5  |
| 3.     | FC Germania Lübeck      | 6    | 1 | 3 | 2 | 9:13  | 5:7  |
| 4.     | Lübecker TS             | 6    | 0 | 1 | 5 | 6:21  | 1:11 |

|  | Kampioen |